# Revista Fundațiilor Regale

Revista Fundațiilor Regale - pagina de titlu

Revista Fundațiilor Regale a fost o revistă lunară de literatură, artă și cultură generală, publicată în perioada 1934-1947 sub egida Fundației Regale Regele Carol al II-lea.
Modelul posibil al revistei a fost mensualul francez Nouvelle Revue Française. 
Revista Fundațiilor Regale a fost înființată la inițiativa regelui Carol al II-lea al României, care declara cu prilejul apariției primului număr că “Cultura noastră nu trebuie să fie numai de import, ci produsul acestui neam, sprijinit pe trecutul nostru și pe infinitele mijloace ale țării, prelucrate ca mijloace care trebuie să ni le pună la îndemână mințile luminate, de oriunde ar veni ele”.
Revista a exercitat o influență majoră asupra literaturii și culturii române, reușind să se situeze deasupra curentelor partizane și să beneficieze de colaborarea celor mai de seamă scriitori, critici, istorici literari și savanți ai vremii. Ea a promovat literatura de calitate și spiritul critic, fără angajări ideologice.

## Istoric
În cei 14 ani de existență, revista a cunoscut câteva perioade distincte:
Primul număr a apărut la 1 ianuarie 1934, sub conducerea unui comitet de direcție format din Ioan Alexandru Brătescu-Voinești, Octavian Goga, Dimitrie Gusti, Emil Racoviță, Constantin Rădulescu-Motru, Ion Simionescu, având ca redactor-șef pe Paul Zarifopol (până la nr. 5, mai 1934) și secretar general de redacție pe Radu Cioculescu. De la nr. 6 (iunie 1940) Camil Petrescu este redactor-șef până în octombrie 1942.
Din aprilie 1941 până în mai 1944 revista are ca director pe Dumitru Caracostea și ca secretar de redacție pe Ovidiu Papadima. 
În perioada mai 1944-august 1945 redactor-șef al revistei devine din nou Camil Petrescu care îi conferă iarăși un caracter deschis.
Seria nouă (nr. 1, septembrie 1945 - nr. 12, decembrie 1947) este condusă de un comitet de direcție cu Alexandru Rosetti, director, Camil Petrescu, redactor-șef, și Corin Eugen Grosu, secretar de redacție.
Mihail Sebastian a fost multă vreme redactor al revistei, până ce decretele antisemite i-au retras dreptul la semnătură. Printre colaboratorii permanenți ai revistei, începând din anul 1934, s-au numărat Adrian Maniu, Victor Eftimiu, Barbu Brezianu, Valeriu Marcu, Emanoil Ciomac, Mircea Eliade, G. Călinescu, Mircea Vulcănescu, Emil Cioran. Rubrici specializate au fost ținute de Șerban Cioculescu, Ion Igiroșanu (Cronici franceze), Radu Cioculescu (Cavalerul Rozelor), Constantin Noica (Anul filosofic). 
În luna noiembrie 1934 a apărut un număr în care articolul de fond al revistei era semnat de Nicolae Iorga și era dedicat regelui Alexandru al Iugoslaviei, recent decedat. Alte numere importante ale revistei au fost dedicate Reginei Carmen Sylva, Mareșalului Ioan Alexandru Brătescu-Voinești, Regelui Carol al II-lea al României, precum și fenomenelor culturale ale epocii. 
În 1939, după revenirea în țară, Nicolae Steinhardt a lucrat ca redactor la Revista Fundațiilor Regale de unde a fost înlăaturat în anul 1940 în cadrul acțiunii de "purificare etnică" declanșată sub guvernarea Antonescu-Sima. Din 1944 a revenit, depunând o intensă activitate publicistică și critică. 
În 1944, Tudor Arghezi a publicat în Revista Fundațiilor Regale ciclul de poezii "Tablouri biblice (Versuri de Abecedar)".
Revista a continuat să apară, fără întreruperi, până în luna decembrie a anului 1947, atunci când comuniștii au răsturnat monarhia constituțională și au suspendat apariția tuturor publicațiilor rămase libere după august 1944.

## Finanțarea revistei
Regele Carol al II-lea a ținut la ctitoriile sale culturale Revista Fundațiilor Regale și Editura Fundațiilor Regale. Pentru a le finanța, în 1934 a fost înființată Loteria Uniunii Fundațiilor Culturale Regale. Acest tip de loterie, numită loterie anexă, se organiza de „Regia Loteriei de Stat” în colaborare cu instituții de asistență publică ori culturale. Convenția dintre Regia Publică a Loteriei de Stat și Uniunea Fundațiilor Culturale Regale, pentru organizarea unei loterii anexe, a fost aprobată prin Jurnalul Consiliului de Miniștri din 31 august 1934 și avea o durată de 15 ani. Altă sursă de finanțare au fost primăriile, care erau abonate din oficiu la Revista Fundațiilor Regale. În anul 1941, abonamentul pentru instituții și întreprinderi particulare era de 2000 lei, față de 480 lei abonamentul obișnuit. De asemenea, Fundațiile Regale erau scutite de orice taxă poștală.

## Cultul personalității
La aniversarea a zece ani de la Restaurația din 8 iunie 1930, în numărul 6 din 1 iunie 1940 (Anul VII), Revista Fundațiilor Regale, prin articolele semnate de scriitorii Tudor Arghezi, George Călinescu, Mihail Sadoveanu, Camil Petrescu, Ionel Teodoreanu, filosofii Lucian Blaga și Constantin Rădulescu-Motru, Patriarhul Miron Cristea s.a. i-a închinat un elogiu Regelui Carol al II-lea, cu doar trei luni înaintea abdicării lui.
Tudor Arghezi a publicat pe prima pagină a acestui număr următoarea poezie versuri ditirambică, intitulată „Carol II Rege”:
"De-a pururea de-aci ’nainte
Au să ni-l ție vremurile minte

O să-și aducă-aminte vântul
Cel ce-i ascultă gândul și cuvântul,
Vântul acela, care dela cer
L-a pogorît pe un vultur de fier

O să-și aducă muntele și șesul
Și, povestindu-i apele ’nțelesul
Din râu în râu, dela izvoare, 
I-l vor zvoni talazelor din mare.
El a mutat Carpații vechi din loc
Și-a ’ncins cu ei, cu cremene și foc,
Altarul noilor hotare.(...)"
Camil Petrescu scria că: 
"Germania are un Führer cu o autoritate pe care n-a mai avut-o nimeni în istorie", iar despre Regele Carol al II-lea scria că are "un măreț prestigiu fizic, o inteligență genială, cu o putere de muncă fabuloasă, pe care o vădește din zori și până în miezul nopții... Împrejurările l-au arătat și un diplomat desăvârșit... Suveranul nostru este floarea extremă a acelei frământări care prin amărăciuni și bucurii ne-a adus, prin lupte ori prin tratate cu imperiile vecine, la România de azi. "
G. Călinescu adăuga:
"Marele artist se refugiază acolo unde încetează domnia gloatei; acolo unde spre educarea mulțimii domnește tradiția princiară... Principele singur înțelege, fiindcă e crescut ereditar în noțiunea unicului și e scutit de orice subiectivitate. "A facut mai mult decat oricare altul", poate spune scriitorul român onest și clarvăzator despre Măria sa Regele Carol al II-lea. Nicăieri, ca în cultură, nu e mai nimerit ca interesul mulțimii să fie înfăptuit prin prerogative, înlăturandu-se oarba judecată a opiniei publice imediate."

## Situația colecțiilor
Biblioteca Centrală Universitară din București deținea colecția revistei, frumos legată în piele, dar aceasta a pierit în incendiul care a mistuit Biblioteca Centrală Universitară în decembrie 1989. În prezent, în bibliotecă poate fi consultat un dublet al publicației.
Un alt set complet al Revistei Fundațiilor Regale poate fi consultat la Biblioteca Facultății de Litere, U.B.
Biblioteca Județeană “Nicolae Iorga" din Ploiești, care deține și ea colecția completă a publicației, a început transpunerea ei în format electronic, spre a ușura consultarea acesteia de publicul larg.